# 1968年の政治
1968年の政治（1968ねんのせいじ）は、1968年（昭和43年）の政治分野に関する出来事について記述する。

## できごと

### 1月
- 1月5日 - チェコスロバキアでアントニーン・ノヴォトニーチェコスロバキア共産党第一書記（大統領）が解任され、大統領にルドヴィーク・スヴォボダ、党第一書記にアレクサンデル・ドプチェクが就任。プラハの春始まる。
- 1月9日 - サウジアラビア、クウェート、リビアの3ヶ国がアラブ石油輸出国機構(OAPEC)を結成。
- 1月19日 - アメリカ、ネバダ州で最大級の核実験を実施。
- 1月21日 - 青瓦台襲撃未遂事件。
- 1月23日 - プエブロ号事件。
- 1月30日
  - ベトナムでテト攻勢始まる。
  - ミハイル・スースロフソ連共産党政治局員兼書記が来日。

### 2月
- 2月6日 - 倉石忠雄農相、記者会見で日本国憲法は他力本願と発言し国会審議停止。2月23日に農相を辞任。
- 2月7日
  - カナダ憲法改正。英語とフランス語が公用語となる。
  - オーストリアで死刑廃止。
- 2月11日 - 南ベトナムで解放戦線がサイゴンを攻撃。北部ユエでも激戦。
- 2月16日 - ソ連、大陸棚宣言。
- 2月26日 - 成田空港建設反対派、反日共系全学連が機動隊と衝突。

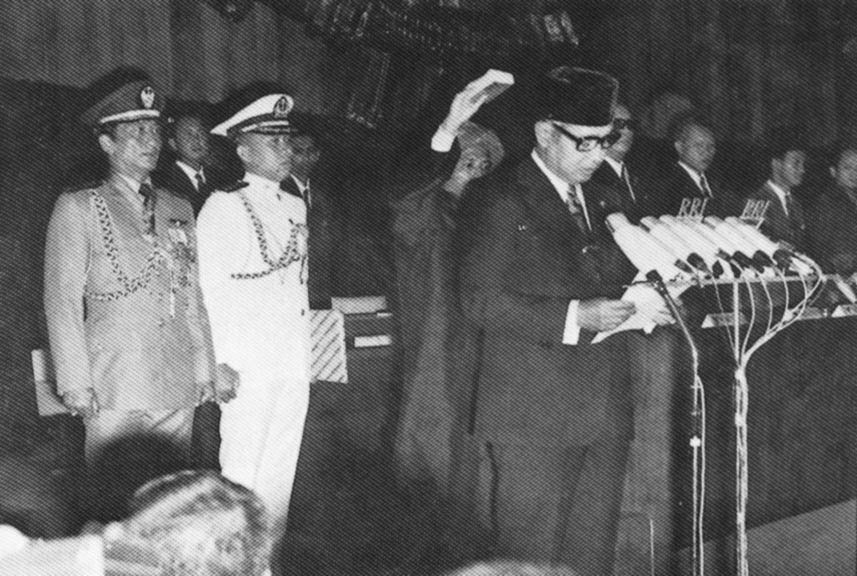
スハルトがインドネシア大統領に選出される。以後、30年に及ぶ開発独裁が開始される。(写真はインドネシア情報省による)

### 3月
- 3月16日 - ソンミ村虐殺事件。
- 3月22日 - チェコスロバキアでアントニーン・ノヴォトニー大統領が辞任。
- 3月23日 - 東独ドレスデンでソ連・東欧6ヵ国首脳会議。チェコスロバキア情勢を検討する。
- 3月27日 - インドネシア国民協議会がスハルトを大統領に選出する。
- 3月29日 - ブレジネフソ連共産党書記長、チェコスロバキアの自由化に警告。
- 3月30日 - チェコスロバキアで、大統領にルドヴィーク・スヴォボダが就任。
- 3月31日 - ジョンソン米大統領、大統領選挙不出馬と北爆一方的停止を発表する。

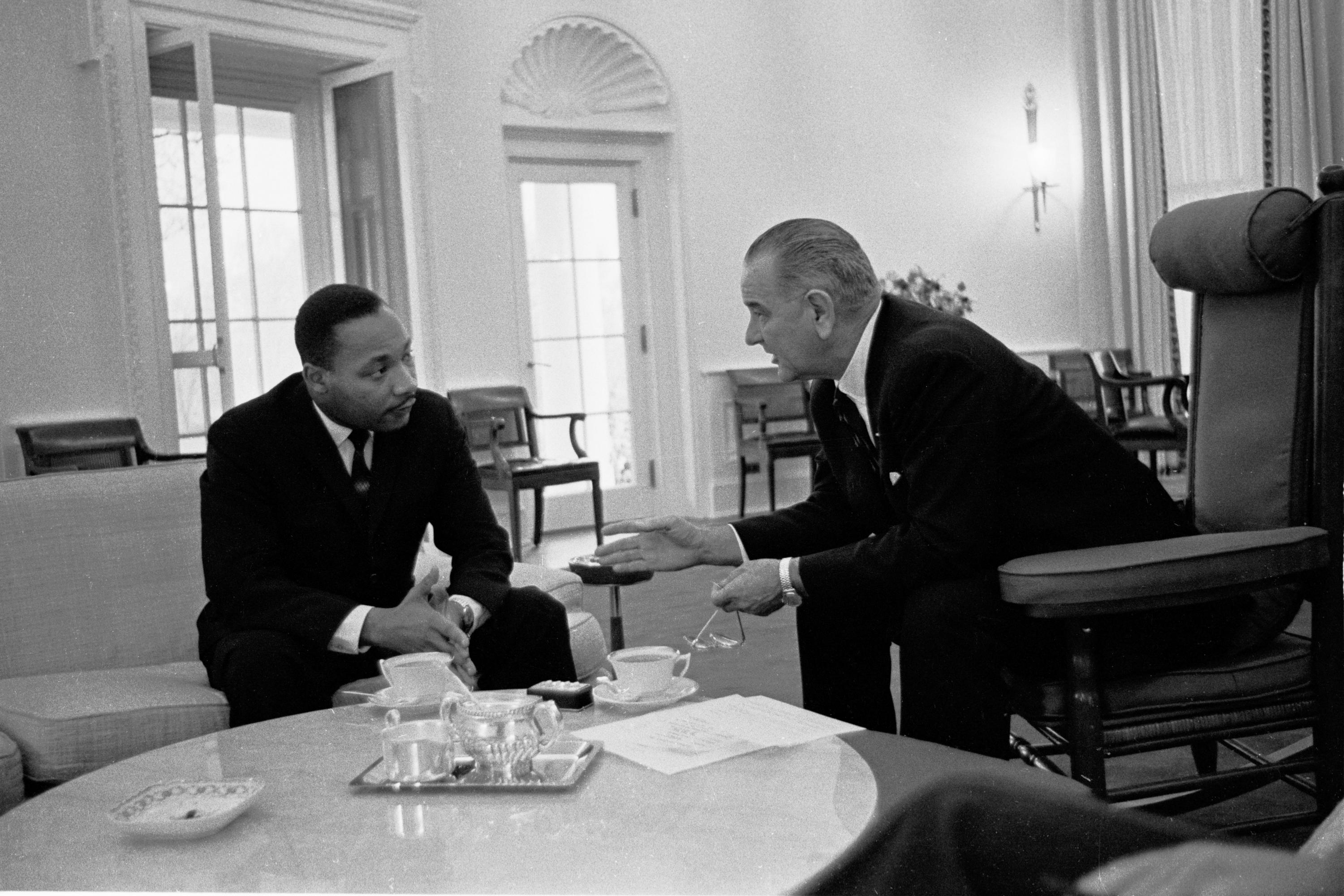
ホワイトハウスにてリンドン・B・ジョンソン大統領と話すキング牧師

### 4月
- 4月4日 - マーチン・ルーサー・キングがテネシー州メンフィスで暗殺される。
- 4月5日
  - 小笠原諸島返還協定調印。
  - チェコスロバキア共産党、新綱領を採択。言論、宗教の自由を認める。
- 4月20日 - ピアソンカナダ首相が引退。後任にピエール・トルドーカナダ自由党党首。
- 4月26日 - アメリカ、ネバダ州で大規模核実験。
- 4月28日 - 西独バーデンヴュルテンベルク州議会選挙で、ドイツ国家民主党が12議席を獲得。
- 4月29日 - アメリカ各地から黒人による「貧者の行進」デモがワシントンに向けて出発。

### 5月
- 5月3日
  - アメリカと北ベトナム、パリ和平会談開催に合意。
  - フランス「5月危機」
- 5月13日 - フランスでゼネスト。学生・労働者40万人が参加。
- 5月18日 - ナイジェリア連邦政府軍、ビアフラの港湾都市ポートハーコートを制圧。補給路が断たれたビアフラでの飢餓状態が進行する。

### 6月

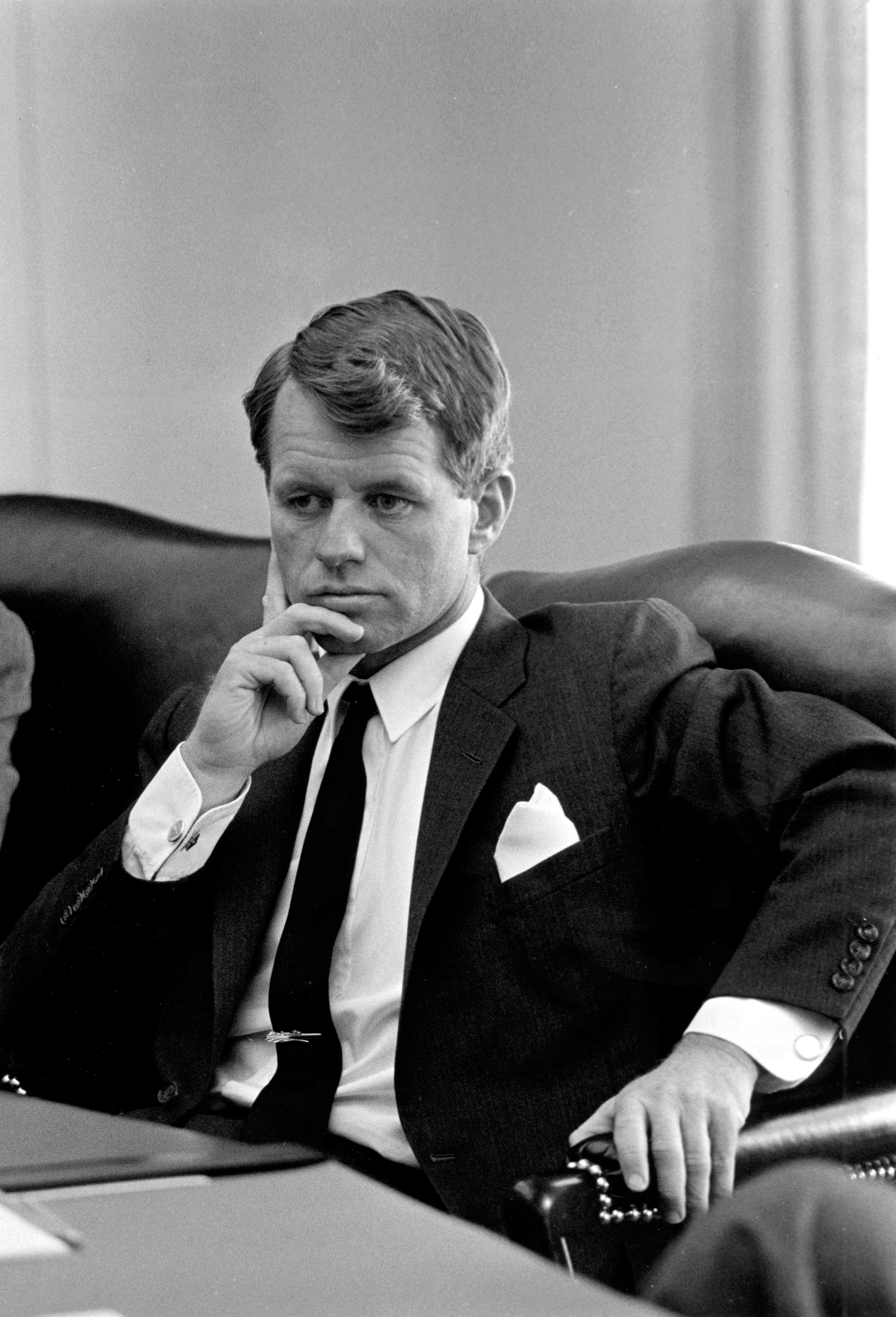
ロバート・ケネディ（1964年撮影）　兄ジョン・F・ケネディに次いで非業の死を遂げた。

- 6月5日 - ロバート・ケネディが銃撃される。翌6日死亡。（ロバート・ケネディ暗殺事件）
- 6月12日 - 国連総会で核拡散防止条約推奨と南アフリカにおける人種差別非難決議が採択。
- 6月16日 - 横須賀線爆破事件。一人死亡、12人負傷。
- 6月19日 - 貧者の行進、続々とワシントンに集結し大集会。
- 6月20日
  - チェコスロバキア、新聞法を採択。検閲を廃止する。
  - ワルシャワ条約機構軍、チェコスロバキア領内で合同演習を開始。
- 6月23日 - フランス総選挙第1回投票。ド・ゴール派の圧勝。
- 6月25日 - チェコスロバキア国民議会、1948年以降の政治裁判による犠牲者の名誉回復法案を可決。
- 6月26日 - 小笠原諸島の日本復帰。
- 6月27日 - チェコスロヴァキアで二千語宣言が公表される。

### 7月
- 7月1日
  - 核拡散防止条約、ワシントン、モスクワ、ロンドンで調印式。
  - 日本で郵便番号導入。
- 7月3日 - ワルシャワ条約機構軍合同演習終了後、ソ連軍の一部がチェコスロバキア領内に残留。
- 7月7日
  - 第8回参議院議員通常選挙（石原慎太郎が参院選挙全国区でトップ当選）。
  - ソ連共産党機関誌「プラウダ」がチェコスロバキアにおける自由化を行き過ぎと始めて批判する。
- 7月14日 - プラハの春: ワルシャワ会談
- 7月16日 - ユーゴスラビア、ルーマニア両共産党、チェコスロバキア支持と内政干渉批判を表明。
- 7月17日 - イラクで無血クーデター。アフマド・ハサン・アル＝バクル将軍が大統領に就任。
- 7月22日 - アンドレイ・サハロフのチェコスロバキア支持、ソ連政府批判の論文、ニューヨーク・タイムズに掲載。
- 7月23日 - パレスチナ解放人民戦線がエル・アル航空のボーイング707型機をハイジャック。
- 7月29日
  - ローマ教皇パウロ6世、回勅「フマーネ・ヴィテ」（人間の生命について）ピルなどの人工避妊の禁止を再確認し、教会内で論争が起こる。
  - チェコスロバキアのチェルナでソ連・チェコスロバキア首脳会談。

### 8月
- 8月20日 - ワルシャワ条約機構軍がチェコスロヴァキアに軍事介入。（チェコ事件）
- 8月24日 - フランス、サハラ砂漠にて水爆実験。

### 9月
- 9月13日 - アルバニアがワルシャワ条約機構を脱退。

### 10月
- 10月21日 - 国際反戦デーで新宿駅を学生が占拠（「新宿解放区」）。（騒乱罪適用）。
- 10月23日 - 明治百年記念式典開催。
- 10月　 - 米、北爆を全面停止（1972年に再開）。

### 11月
- 11月30日 - 第2次佐藤第2次改造内閣発足。